# Wang Xiji
Dans ce nom chinois, le nom de famille, Wang, précède le nom personnel Xiji.
Pour les articles homonymes, voir Wang.
Wang Xiji (en chinois 王希季, Wade–Giles Wang Hsi-chi), né le 26 juillet 1921 à Kunming (Chine), est un ingénieur aérospatial chinois. Concepteur en chef de la première fusée-sonde (T-7), du premier lanceur spatial (Longue Marche 1) et des premiers satellites récupérables chinois, il a reçu la médaille du mérite Deux bombes, un satellite en 1999. Il est académicien de l'Académie chinoise des sciences et de l'Académie internationale d'astronautique et a été intronisé au Temple de la renommée de la Fédération internationale d'astronautique en 2016. Wang a eu 100 ans en juillet 2021.

## Jeunesse et éducation
Wang est né le 26 juillet 1921 dans une famille de marchands à Kunming, dans le Yunnan, en Chine. Il est membre de la minorité ethnique bai de la préfecture autonome bai de Dali,. Il est diplômé du Département de génie mécanique de l'Université nationale associée du Sud-Ouest en 1942 et se rend aux États-Unis en 1948 pour étudier à l'Institut polytechnique de Virginie, obtenant sa maîtrise en 1949. Lorsque la République populaire de Chine a été fondée, il a abandonné ses études de doctorat et est retourné en Chine en 1950,.

## Carrière

### Fusées-sondes

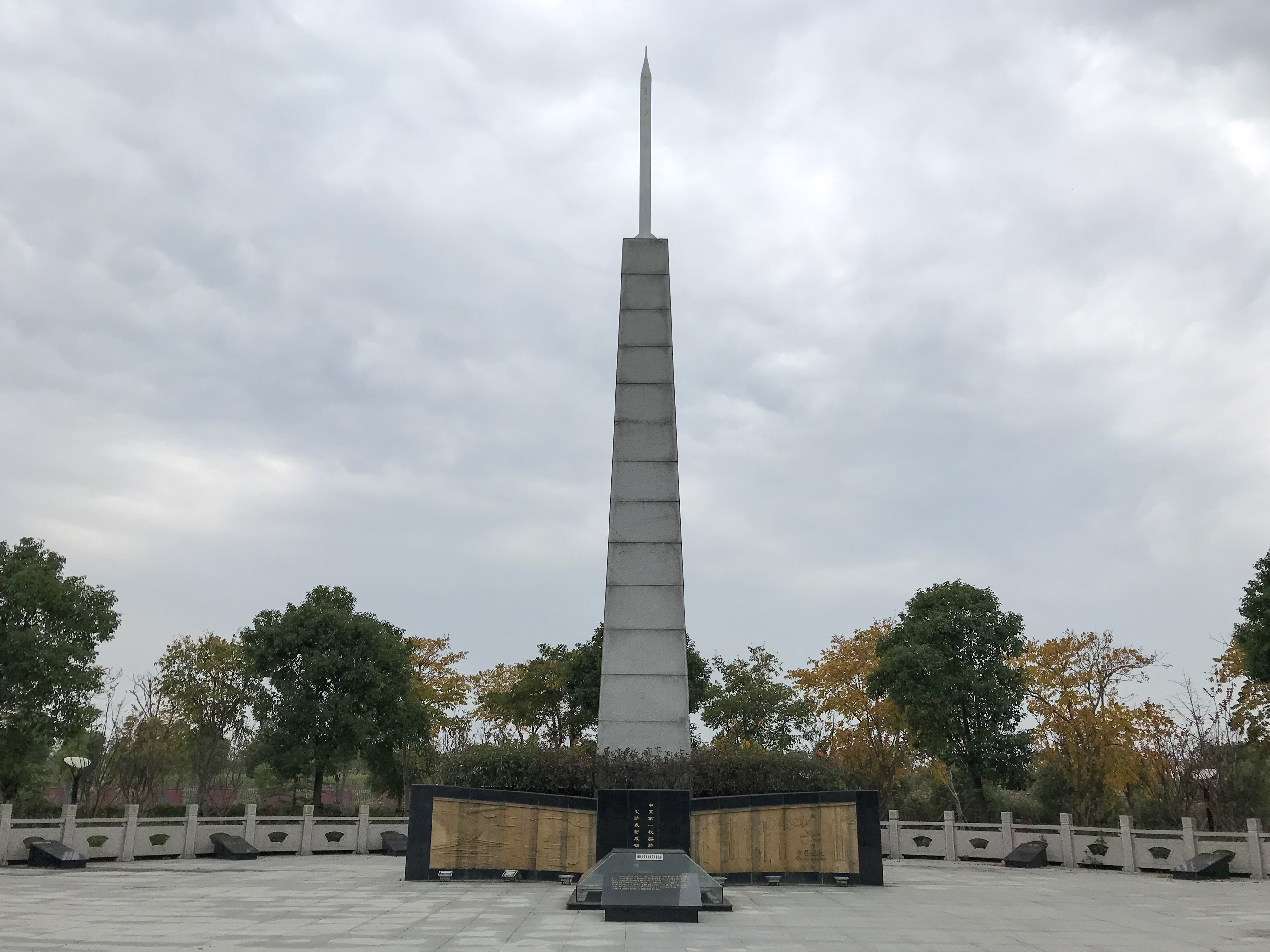
Monument pour le T-7M, la première fusée-sonde chinoise, à Laogang, Pudong, Shanghai.

Après son retour en Chine, Wang a enseigné à l'Institut de technologie de Dalian, à l'Université Jiao-tong de Shanghai et à l'Université des sciences et technologies de Shanghai. En 1958, alors que Wang était professeur et vice-président du Département d'ingénierie mécanique à l'Université Jiao-tong de Shanghai, il a été brusquement nommé ingénieur en chef de l'Institut de génie mécanique et électrique de Shanghai. Ce n'est qu'après son arrivée à son nouveau lieu de travail qu'il a appris que la Chine avait lancé son programme de satellites et que l'institut était responsable du développement de fusées pour le lancement de satellites. L'institut comptait très peu de scientifiques expérimentés. En dehors de Wang Xiji et de son ancien camarade de classe Yang Nansheng (zh), qui était le directeur adjoint de l'institut, il n'y avait que deux professeurs invités, Bian Yingui (卞荫贵) et Li Minhua. Le reste de l'institut était composé de quelques centaines d'étudiants universitaires âgés en moyenne de 21 ans. Même Wang et Yang avaient peu de connaissances sur les fusées et durent apprendre sur le tas,.
Bien qu'elle travaillât avec de graves manques d'expérience technique, de fonds et d'équipements, l'équipe de Wang a réussi à développer la première fusée-sonde chinoise, la T7-M,. Après un premier lancement raté en janvier 1960, le deuxième lancement le 19 février 1960 fut un succès,. Wang a ensuite développé 12 types de fusées-sondes, dont de nombreuses conceptions récupérables et réutilisables.

### Lanceur spatial et satellites récupérables
Dans les années 1960, Wang a proposé la conception de la Longue Marche 1, le premier lanceur spatial chinois, qui a lancé le premier satellite chinois, Dong Fang Hong 1, en 1970. Il a ensuite dirigé la conception du premier satellite récupérable chinois, Jian Bing 1. Après un premier échec en 1974, il est lancé avec succès en 1975, faisant de la Chine le troisième pays au monde à lancer un satellite récupérable. Les satellites récupérables de Wang ont obtenu un taux de réussite supérieur à celui du programme Corona (Discoverer) des États-Unis et de la série Zenit de l'Union soviétique.

### Véhicule spatial avec équipage
À la fin des années 1960, Wang a proposé le projet Shuguang de véhicule spatial avec équipage. Bien qu'initialement approuvé par Mao Zedong, il a ensuite été annulé faute de fonds. Lorsque la Chine a redémarré le programme Shenzhou dans les années 1990, Wang a été superviseur principal du projet, qui a réussi à mettre le premier astronaute chinois en orbite en 2003.

### Autres programmes
En 2002, Wang a présidé un comité de politique nationale qui a rédigé un rapport décrivant les orientations futures des programmes spatial et de missiles de la Chine.
En 2015, Wang a proposé de construire une centrale solaire spatiale avec au moins 5 à 6 kilomètres carrés de panneaux solaires à 36 000 kilomètres au-dessus de la terre. L'énergie serait transmise à la terre sous forme de micro-ondes ou par laser. L'idée est apparue pour la première fois en 1941 dans la nouvelle de science-fiction d'Isaac Asimov intitulée Raison.

## Honneurs et reconnaissance
Wang a été élu académicien de l'Académie internationale d'astronautique et de l'Académie chinoise des sciences en 1993.
Il a reçu deux fois le prix spécial du prix d'État du progrès scientifique et technologique (en 1985 et 1990), en plus d'un prix de première classe et d'un prix de deuxième classe. Il a reçu le prix Ho Leung Ho Lee pour le progrès scientifique et technologique. En 1999, Wang a reçu la médaille du mérite Deux bombes, un satellite. En 2016, il est devenu le premier Chinois intronisé au Temple de la renommée de la Fédération internationale d'astronautique.